# Robert La Caze
Robert Adrien Antoine Marie La Caze (Parigi, 26 febbraio 1917 – Le Cannet, 1º luglio 2015) è stato un pilota automobilistico francese.

## Carriera
Pilota franco marocchino, si distinse inizialmente nei rally ottenendo due vittorie nel Rally del Marocco a distanza di 13 anni l'una dall'altra e gareggiando nel 1954 con licenza francese e nel 1967 con licenza marocchina.
Per quanto riguarda la Formula 1, partecipò al solo Gran Premio del Marocco 1958 pilotando una Cooper privata di categoria Formula 2 e giungendo 14º assoluto, nonché terzo di classe.
In seguito ha partecipato anche ad alcune edizioni della 24 Ore di Le Mans tra il 1958 e il 1960 guidando vetture Gordini e Porsche.

## Risultati in Formula 1
| 1958 | Scuderia       | Vettura |  |  |  |  |  |  |  |  |  |  |    | Punti | Pos. |
| ---- | -------------- | ------- |  |  |  |  |  |  |  |  |  |  | -- | ----- | ---- |
| 1958 | Pilota privato | Cooper  |  |  |  |  |  |  |  |  |  |  | 14 | 0     |      |

| Legenda | 1º posto     | 2º posto | 3º posto    | A punti         | Senza punti/Non class.  | Grassetto – Pole position Corsivo – Giro più veloce |
| Legenda | Squalificato | Ritirato | Non partito | Non qualificato | Solo prove/Terzo pilota | Grassetto – Pole position Corsivo – Giro più veloce |